# جزر مارشال
جزر مارشال (بالمارشالية: M̧ajeļ) ورسميًا جمهورية جزر مارشال (بالمارشالية: Aolepān Aorōkin M̧ajeļ)، (بالإنجليزية: Republic of the Marshall Islands)‏ هي دولة جزر في المحيط الهادئ الغربي. تقع شمالي كيريباس وناورو، شرقي ميكرونيزيا وجنوبي جزيرة ويك التابعة للولايات المتحدة الأمريكية.
خضعت جزر مارشال في الماضي لإدارة الولايات المتحدة كجزء من منطقة تحت الوصاية للأمم المتحدة لمدة أربع عقود وحصلت على الاستقلال في سنة 1986.
مساعدة حكومة الولايات المتحدة هي دعامة اقتصاد هذه الدولة الصغيرة جدا.
الإنتاج زراعيّ، مصدر الدخل الرئيس معتمد على مزارع صغيرة؛ أكثر المحاصيل التجاريّة مهمّة هي جوز الهند وشجرة الخبز. صناعة محدودة معالجة تونة، ولبّ جوز الهند المجفّف. السياحّة، تعتبر الآن مصدر عملة أجنبية صغير يوظّف أقلّ من 10% قوّة الشغل، وقد أضاف الأمل لمستقبل أفضل دخلاً. تملك الجزر بضع مواردَ طبيعيّة ضئيلة، وتتجاوز الواردات الصادرات. ستزوّد الولايات المتحدة ملايين الدولارات سنوياً إلى جزر المارشال حتى سنة 2023 لاحتضانها أهم القواعد العسكرية الأمريكية في المحيط الهادئ، كما كانت مركزاً للتجارب النووية.

## التسمية
جزر مارشال سُميت على اسم قبطان بريطاني جون مارشال (أيضا معروف باسم ويليام مارشال)، الذي بمساعدة من قبطان آخر طوماس جيلبرت، الذي يمتلك جزر بجانب جزر مارشال مُسمى باسمه جزر جيلبرت، استكشف أرخبيل في عام 1788 حين كان ينقل مسجونين إلى نيوساوث ويلز.

## التاريخ

### السكان الأصليون
سكنت جزر مارشال بالأصل من قبل البولينيزيون في الألفية الثالثة ق م. لا يُعرف سوى القليل عن التاريخ المبكر للجزر. سافر السكان القدماء المارشاليون بالقوارب باستعمال عصي التخطيط التقليدية.

### وصول الأوربيين
كان أول من وصل لتللك الجزر من الأورببيين هو المستكشف الإسباني ألونسو دي سالازار وكان ذلك في عام 1526، وصلها ألونسو على متن السفينة «سانتا ماريا دي لا فيكتوريا» السفينة الوحيدة الباقية من اسطول حملة دي لوازيا الأستكشافية. في 21 أغسطس، رأى المستكشف في 14°N جزيرة أسموها «سان بارتولوم».
في يوم 21 سبتمبر 1529 قاد ألفارو دي سافيدرا السفينة الإسبانية «فلوريدا»، في محاولته الثانية لعبور المحيط الهادئ من جزر الملوك. وقد وقف قبالة مجموعة من الجزر حيث القى مجموعة من سكانها الحجارة على سفينته. وقد سمى هذه الجزيرة باسم «لوس بينتادوس» قد تكون الآن أوجيلانغ. في 1 أكتوبر، وجد مجموعة أخرى من الجزر حيث ذهب إلى الشاطئ لمدة ثمانية أيام وتبادل الهدايا مع المواطنين وأخذ المياه. وهذه الجزر هي «لوس جاردينيس» قد تكون إنيويتوك أو جزيرة بيكيني.
في 9 يناير اكتشفت السفينة الإسبانية «سان بيدرو» وسفينتين اخريين في حملة بقيادة ميغيل لوبيز دي ليجازبي جزيرة باتجاه 10 درجات شمالاً حيث ذهبوا إلى الشاطئ وتبادلوا البضائع مع السكان وأطلقوا عليها اسم «لوس باربودوس» (قد تكون جزيرة ميجيت). في 10 يناير، شاهدوا جزيرة أخرى أطلقوا عليها اسم «بلاسيرس» (قد تكون جزيرة ايلوك)، بعد 10 فراسخ شاهدوا جزيرة أخرى أطلقوا عليها «باياريس» (قد تكون جزيرة جيمو). في 12 يناير، شاهدوا جزيرة أخرى باتجاه 10 درجات شمالا وأسموها «كوراليس» (قد تكون جزيرة وثو). في 15 يناير، شاهدوا جزيرة أخرى منخفضة باتجاه 10 درجات شمالا (قد تكون جزيرة أوجيلانغ) حيث قاموا بوصف جيد للشعب في«باربودوس» وبعد ذلك زارت عدة سفن مثل «سان جيرونيمو»، «لوس رييس» و«تودوس لوس سانتوس» الجزر في سنوات مختلفة.
جاء القبطان جون مارشال تشارلز مع توماس جيلبرت إلى الجزر في 1788. عام 1820 سميت الجزر بعد أول خريطة بالروسية (كروسينستيرن) وبالفرنسية (دوبيرري) وفي وقت لاحق أصبحت الخرائط بالإنجليزية. ومع ذلك، زعموا أنها كانت تحت السيادة الإسبانية كجزء من جزر الهند الشرقية الإسبانية. وفي عام 1874 تم الاعتراف بالسيادة الإسبانية من قبل المجتمع الدولي. وقد تم بيعها لألمانيا في عام 1884 بوساطة بابوية.
استقرت الشركة التجارية الألمانية في الجزر في عام 1885. أصبحت جزءاً من محمية غينيا الجديدة الألمانية بعد عدة سنوات.

### الحرب العالمية الأولى
يزوار جزر مارشال تجار وصيادين من اليابان من وقت لآخر وهي ما زالت تحت سيطرة الإمبراطورية الألمانية، وحتى قبل ذلك، بالرغم من الاتصال الغير نظامي مع سكان الجزيرة وبعد إصلاح ميجي تبنت الحكومة اليابانية سياسة تحويل اليابان إلى قوة عظمى اقتصادية وعسكرية في شرق آسيا.
خلال الحرب العالمية الأولى عام 1914 انضمت اليابان لقوى الوفاق، ووجدت أنه من الممكن احتلال المستعمرات الألمانية في الصين وميكرونيزيا. في 29 سبتمبر 1914 احتلت القوات اليابانية جزيرة إنيويتوك، وفي 30 سبتمبر 1914 على جزيرة جالويت المركز الإداري لجزر مارشال. وبعد الحرب في 28 يونيو 1919، تخلت ألمانيا عن جميع ممتلكاتها في المحيط الهادئ، بما في ذلك جزر مارشال. في 17 ديسمبر 1920، وافق مجلس عصبة الأمم على تفويض اليابان للاستيلاء على جميع المستعمرات الألمانية السابقة في المحيط الهادي الواقعة شمال خط الاستواء. وبقت جالويت المركز الإداري لجزر مارشال.
كانت اليابان على عكس الإمبراطورية الألمانية، التي كانت المصالح الاقتصادية في المقام الأول في ميكرونيزيا. على الرغم من صغر مساحتها وقلة الموارد، فإن انهماك الأراضي من اليابانيين إلى حد ما خفف من حدة مشاكل اليابان لزيادة عدد السكان وقلل مساحة الأراضي المتاحة للإيواء. خلال سنوات من الحكم الاستعماري، نقلت اليابان أكثر من 1000 ياباني لجزر مارشال على الرغم أنهم فاق عددهم عدد السكان الأصليين كما فعلوا في جزر ماريانا وبالاو.
عينت الإدارة اليابانية الموسعة القادة المحليين التي أضعفت سلطة الزعماء المحليين التقليديين. كما أن اليابان قد حاولت تغيير التنظيم الاجتماعي في الجزر من النظام الأمي إلى النظام الأبوي اليابانية، لكنها فشلت، علاوة على ذلك، في الثلاثينات، أعلنت الحكومة اليابانية عن ملكية ثلث جميع الأراضي التي يتعدى ارتفاعها منسوب المياه في الأرخبيل، قبل أن تمنع التجار الأجانب، تم السماح لأنشطة المبشرين الكاثوليكية والبروتستانتية. تلقى السكان الأصليون التعليم في المدارس اليابانية ودرسوا اللغة اليابانية والثقافة اليابانية. ولم تكن هذه السياسة الاستراتيجية للحكومة في جزر مارشال فقط، بل على جميع الأراضي الأخرى المفوضة في ميكرونيزيا. في 27 مارس 1933، غادرت اليابان عصبة الأمم، لكنها على الرغم من ذلك استمرت بإدارة الجزر في المنطقة وفي أواخر الثلاثينات، وبدأت في بناء قواعد جوية على عدة جزر مرجانية. وكانت جزر مارشال أهم مكان جغرافي، لكونها أقصى نقطة شرقية في حلقة الدفاع الياباني في بداية الحرب العالمية الثانية.

### الحرب العالمية الثانية
في الأشهر التي سبقت الهجوم على بيرل هاربر، كانت جزيرة كواجالين المرجانية المركز الإداري لأسطول خدمة القوات اليابانية السادس التي كانت مهمتها الدفاع عن جزر مارشال.
في الحرب العالمية الثانية، في عام 1944 غزت الولايات المتحدة واحتلت الجزر خلال الحملة على جزر جيلبرت ومارشال، دمرت أو عزلت الحاميات اليابانية. وأضيفت أرخبيل لإقليم الوصاية الاميركية لجزر المحيط الهادئ، مع عدة جزر أخرى في البحر الجنوبي.
تسببت المعارك في جزر مارشال ضررا لا يمكن إصلاحه لا سيما على القواعد اليابانية. وعانى سكان هذه الجزر من نقص الغذاء وإصابات مختلفة خلال القصف الأمريكي.
بدأت الهجمات الأمريكية في منتصف عام 1943، وتسببت في الموت جوعُا لنصف الحامية اليابانية المكونة من 5100 شخص في جزيرة ميلى المرجانية بحلول أغسطس 1945.
في شهر واحد فقط في عام 1944 احتل الأمريكيين كل من جزيرة كواجالين المرجانية، ماجورو وإنيويتوك، وفي في الشهرين التاليين بقية جزر مارشال باستثناء كل من ووتجي، ميلى، مالويلاب وجالويت.

### التجارب النووية بعد الحرب العالمية الثانية

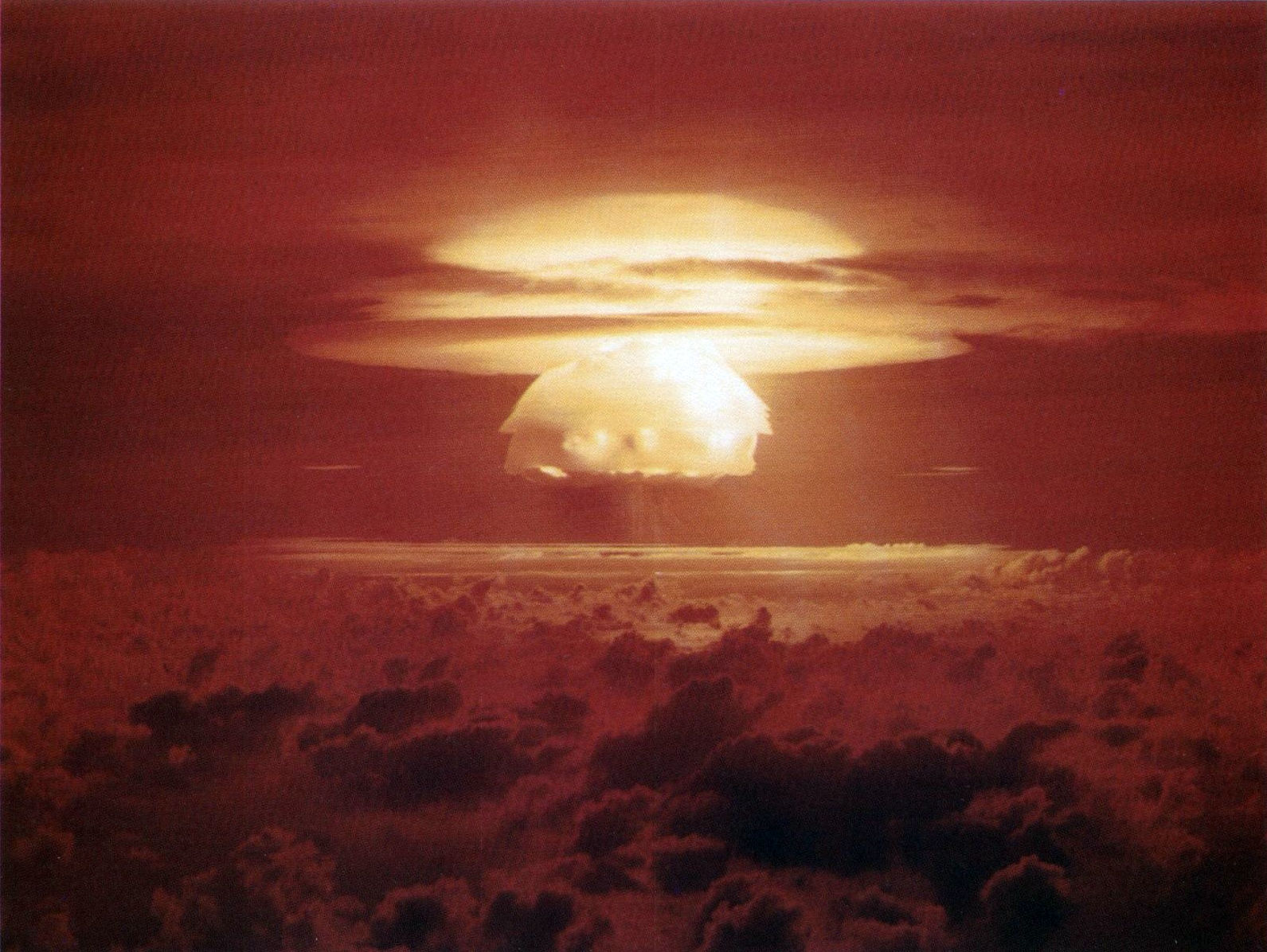
سحابة الفطر لأكبر اختبار نووي أجرته الولايات المتحدة من أي وقت مضى (قلعة برافو).

بدأت التجارب النووية في عام 1946 على جزيرة بيكيني أتول بعد إجلاء السكان. انتهت التجارب في عام 1958. نظفت واحدة فقط من أكثر من 60 جزيرة من قبل حكومة الولايات المتحدة، ولا يزال السكان ينتظرون 2 مليار دولار تعويض عن التجارب النووية. لا يزال العديد من سكان الجزر وأحفادهم يعيشون في المنفي، حيث لا تزال الجزر ملوثة بمستويات عالية من الإشعاع.
من عام 1946 إلى عام 1958 كانت الجزر ضمن منطقة المحيط الهادئ الانتدابية التابعة للولايات المتحدة وكانت الجزر موقعًا لـ 67 تجربة نووية في مختلف الجزر المرجانية. اختبرت الولايات المتحدة أول قنبلة هيدروجينية في العالم، والتي تحمل اسم مايك، في جزيرة إنيويتاك المرجانية بجزر مارشال في 1 نوفمبر في عام 1952.
ركب رادار كبير في جزيرة كواجالين المرجانية.

### الاستقلال
أُسست حكومة جزر مارشال رسميًا عام 1979 وأصبحت تتمتع بالحكم الذاتي.
وُقع ميثاق الارتباط الحر مع الولايات المتحدة في 1986 وقد منحت جمهورية جزر مارشال سيادتها. وانتهت الوصاية بموجب قرار مجلس الأمن التابع للأمم المتحدة رقم 683 الصادر في 22 ديسمبر 1990. وحتى عام 1999 تلقى سكان الجزر 180 مليون دولار أمريكي بسبب استمرار استخدام أمريكا لجزيرة كواجالين المرجانية، ومنحت تعويض بقيمة 250 مليون دولار أمريكي عن التجارب النووية، و600 مليون دولار مدفوعات أخرى بموجب الاتفاق.
بنيت قبة في جزيرة رونيت بسبب ترسيب التربة المشعة الناتجة عن التجارب النووية الأمريكية. هناك مخاوف مستمرة بشأن تدهور الموقع واحتمال حدوث تسرب إشعاعي. انتخب ديفيد كابوا رئيسًا جديدًا لجزر مارشال في يناير 2020، نجل الرئيس المؤسس أماتا كابوا. خسر سلفه هيلدا هاين المنصب بعد التصويت. منذ أواخر الثمانينيات هاجر العديد من المارشاليون إلى الولايات المتحدة، مع أكثر من 4000 في أركنساس وأكثر من 7000 في هاواي في تعداد الولايات المتحدة 2010.

## الجغرافيا

خريطة جزر مارشال.

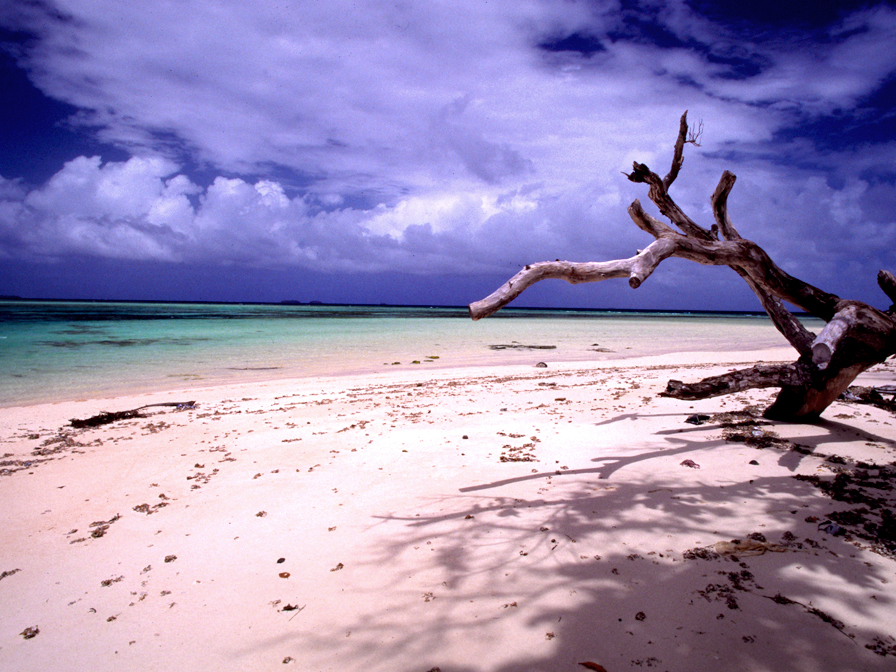
منظر لشاطئ جزر مارشال.

تقع جزر مارشال تقع في منتصف الطريق تقريبًا بين هاواي وأستراليا، شمال ناورو وكيريباتي وشرق ولايات ميكرونيسيا المتحدة، وجنوب جزيرة ويك التابعة للولايات المتحدة التي تطالب به. تتكون الجزر من مجموعتين: راتاك (شروق الشمس) وراليك (غروب الشمس) تقع سلسلتا الجزر بالتوازي تقريبًا مع بعضهما البعض، وتمتدان من الشمال الغربي إلى الجنوب الشرقي، على 750,000 ميل مربع (1,900,000 كـم2) من المحيط وتبلغ مساحتها فقط حوالي 70 ميل مربع (180 كـم2). تتكون الدولة من إجمالي 29 جزيرة مرجانية وخمس جزر فردية. جزرية كواجالين أكبر جزيرة مرجانية تبلغ مساحتها 6 أميال مربعة (16 كم 2 ) هي كواجالين.
تتألف جزر مارشال من 29 جزيرة مرجانية وخمس جزر كبيرة منفصلة. الجزر المرجانية المتبقية غير مأهولة بالسكان بسبب الظروف المعيشية السيئة أو قلة الأمطار أو التلوث النووي. الجزر المرجانية غير المأهولة هي:
- جزيرة ايلينجينا المرجانية
- جزيرة بيكار المرجانية
- جزيرة بيكيني المرجانية
- جزيرة بوكاكا المرجانية
- جزيرة إريكوب المرجانية
- جزيرة جيمو
- جزيرة ناديكادك المرجانية
- جزيرة رونجيرك المرجانية
- جزيرة توكي المرجانية
- جزيرة أوجيلانغ المرجانية

يبلغ متوسط الارتفاع فوق مستوى سطح البحر للبلد بأكمله 7 قدم (2.1 م).

### محمية أسماك القرش
أعلنت الحكومة في أكتوبر 2011 إنشائها لمحمية بحرية لأسماك تغطي ما يقرب من 2،000،000 كيلومتر مربع (772،000 ميل مربع) من المحيط سيتم حجزها كملاذ لأسماك القرش. هذه هي أكبر محمية لأسماك القرش في العالم. في المياه المحمية تُحظر جميع عمليات صيد أسماك القرش ولكن شكك البعض في قدرة جزر مارشال على حماية هذه المنطقة.

### المطالبة الإقليمية على جزيرة ويك
جزر مارشال تطالب بجزيرة ويك. وقد كانت حكومة جزر مارشال تطلق عليها إينين-كيو (Enen-kio) خلال الفترة التي كانت تديرها الولايات المتحدة.

### المناخ

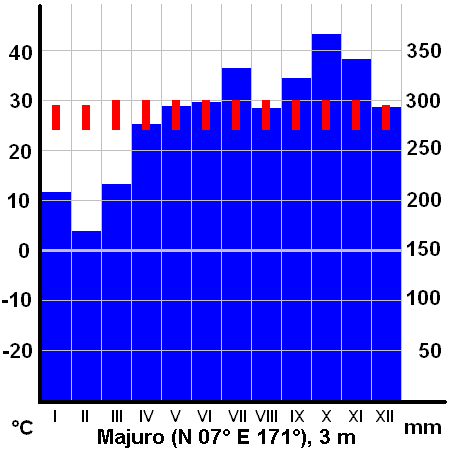
التراوح الشهري لدرجات الحرارة (بالأحمر) وكمية الهطول المطري (بالأزرق) في ماجورو.

موقع نطاق التقارب بين المدارين خلال شهري يناير (بالأزرق) ويوليو (بالأحمر)؛ ينزاح النطاق خلال الصيف شمالا عن جزر مارشال معطلا عليها في الغالب حركة الرياح التجارية.

مناخ جزر مارشال مناخ مداري رطب، متأثر في الدرجة الأولى بهيمنة الرياح التجارية التي تهب من الشمال الشرقي طيلة السنة. وتتعطل حركة الرياح التجارية محليا وفي كثير من الأحيان خلال فصل الصيف بسبب تحرك نطاق التقارب بين المدارين بالمنطقة. تبلغ درجة الحرارة المتوسطة السنوية 27°م. وتتراوح الرطوبة النسبية بين 83% بالليل و 76% بمنتصف النهار.
تعرف جزر مارشال تغايرا مهما في المناخ من الشمال إلى الجنوب وعرضا من الشرق إلى الغرب. ويبقى الشمال أقل تساقطات من الجنوب بمعدل تساقطات مطرية سنوية تعادل 1000-1750 مم مقابل 3000-4300 مم تسجل بالجنوب.
تسجل ماجورو التي تقع بجنوب الأرخبيل الشرقي معدل تساقطات مطرية سنوية يساوي 3376 مم وتعرف كواجالين التي توجد بوسط الأرخبيل الغربي 2534 مم كمعدل تساقطات مطرية سنوية (المعدلات محسوبة على الفترة الأساس 1977-2000).
و لقد عرفت جزر مارشال فترات طقس متطرف بارزة من الأعاصير المدارية والجفاف. وقد أظهرت الدراسات أن هذه الكوارث الطبيعية تحدث موازاة مع فترات النينيو.
تتأثر الجزر من أعاصير التايفون. وكثير من أعاصير المحيط الهادئ تبدأ من منطقة جزر مارشال وتزداد قوتها عندما تتجه غربا نحو جزر ماريانا والفلبين.

#### مخاطر التغيرات المناخية
يعتبر غاز ثاني أكسيد الكربون من أهم غازات الدفيئة المسببة للتغير المناخي. وتصدر انبعاثات ثاني أكسيد الكربون أساسا من حرق الوقود الأحفوري وصناعة الأسمنت. وهي تشمل انبعاثات ثاني أكسيد الكربون التي تنطلق أثناء استهلاك أصناف الوقود الصلبة والسائلة والغازية وحرق الغاز. يقدر متوسط نصيب الفرد من انبعاث غاز ثاني أكسيد الكربون بجزر مارشال خلال سنة 2007 بحوالي 1.7 طن متري مقابل 1.6 طن متري خلال سنة 2006 و 1.5 طن متري خلال سنة 2007. وهو ما يمثل حوالي 42% من متوسط نصيب الفرد من انبعاث غاز ثاني أكسيد الكربون في شرق آسيا والمحيط الهادئ.
حسب توقعات النماذج العددية المناخية فإن درجات الحرارة لا تزال في ارتفاع مستمر ومخاطر التغيرات المناخية لا تزال في تزايد. فحسب هذه التوقعات ستعرف جزر مارشال بكونها من الجزر الصغيرة لشمال المحيط الهادئ ارتفاعا في درجات الحرارة يتراوح بين 0.5 و 1.1 °م خلال الفترة 2010-2039 مقارنة مع الفترة الأساس 1961-1990 وبين 0.8 و 8.5 °م خلال الفترة 2040-2069 وبين 1 و 4.2 °م خلال الفترة 2070-2099.
تتجلى مخاطر التغيرات المناخية على جمهورية جزر مارشال في ارتفاع مستوى البحر، إبيضاض المرجان، تسرب المياه المالحة وزيادة تردد العواصف المدارية. وقد يشكّل التخلص من النفايات الصلبة، توفير المياه الصالحة للشرب، استنفاد مصايد الأسماك والتزايد السكاني معوقات أمام الأمة للتصدي للتغيرات المناخية. وتمثل التعرية التي تصيب الواجهات البحرية العديدة تحديا كبيرا مع ضعف ارتفاع مستوى اليابسة عن مستوى البحر حيث يبلغ متوسطه مترين فقط. أما ابيضاض المرجان وموته فقد يؤدي إلى توقف الدورة الطبيعية لتجديد المرجان ويتسبب في انهيار الأنظمة الإيكولوجية للشعاب المرجانية. وقد يؤدي تغير نمط الرياح السائدة (الرياح التجارية) التي لطالما حمت هذه الجزر من خطر العواصف المدارية إلى انحراف مسار العواصف المدارية لتتردد أكثر وبشكل مباشر على جزر البلاد.

### الحيوانات

#### الطيور
معظم الطيور الموجودة في جزر مارشال، باستثناء تلك القليلة التي أدخلها الإنسان، هي إما طيور بحرية أو أنواع مهاجرة. يوجد حوالي 70 نوعًا من الطيور، بما في ذلك 31 نوعًا من الطيور البحرية. 15 من هذه الأنواع تعشش محليًا في الواقع. تشمل الطيور الأبله الأسود وخرشنة بيضاء. الطائر البري الوحيد هو عصفور دوري الذي أدخله البشر.

#### البحريات
هناك حوالي 300 نوع من الأسماك، منها 250 نوع من أسماك الشعاب المرجانية. ويوجد ما لا يقل عن 22 نوعًا من أسماك القرش في مياة الجزر.

## السياسة والحكومة

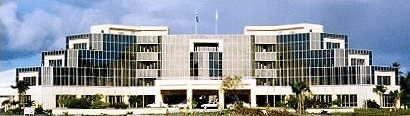
مبنى اابيتول جزر مارشال

حكومة جزر مارشال ذات نظام برلماني وانتخابات رئاسية كما ينص في الدستور. تقام الانتخابات كل أربع سنوات بتصويت العام (لكل مواطن فوق سن 18) لكل دائرة انتخابية من الـ 24 (أنظر أدناه) انتخاب واحد أو أكثر من الممثلين (مجلس الشيوخ) لمجلس نواب السلطة التشريعية المكون من مجلسين لجمهورية جزر مارشال. (العاصمة ماجورو الجزيرة مرجانية يحق لها انتخاب خمسة أعضاء من مجلس الشيوخ) يتم انتخاب رئيس الجمهورية الذي هو رئيس الدولة وكذلك رئيسا للحكومة من قبل 33 من أعضاء مجلس الشيوخ. أربعة من الرؤساء الخمسة لجزر مارشال الذين انتخبوا منذ اعتماد الدستور عام 1979 كزعماء سلطة تقليديون.
انتخب البرلمان في يناير 2016 السناتورة هيلدا هاين أول رئيسة لجزر مارشال؛ وخسر الرئيس السابق كاستن نمرا منصبه بعد أن قضى أسبوعين بعد تصويت حجب الثقة.
تقع السلطة التشريعية على عاتق نيتيجيلا. يسمى مجلس شيوخ البرلمان بمجلس أروجي، وهي هيئة استشارية تتألف من 12 زعيما للقبائل. تتألف السلطة التنفيذية من رئيس الجمهورية ورئيس مجلس الوزراء الذي يتكون من عشرة وزراء يعينهم رئيس الجمهورية بموافقة من نيتيجيلا. الدوائر الانتخابية الـ 24 مقسمة وفقا للجزر المأهولة. يوجد حاليا ثلاثة أحزاب سياسية في جزر مارشال: ايلون كين اد (AKA) أو حزب كابوا وتعني «جزيرتنا»، حزب الشعب المتحد (UPP)، الحزب الديموقراطي المتحد (UDP). والحكم مشترك بين الحزب الديموقراطي المتحد وحزب الشعب المتحد. أعضاء مجلس الشيوخ التالية في الهيئة التشريعية:
- جزيرة ايلينجلابلاب المرجانية - كريستوفرلويك (حزب كابوا)، روبن زاخراس (الحزب الديموقراطي المتحد).
- جزيرة ايلوك المرجانية - ماينارد ألفريد (الحزب الديموقراطي المتحد).
- جزيرة أرنو المرجانية - نيدل لورك (حزب الشعب المتحد)، جيرالد زاكيوس (الحزب الديموقراطي المتحد).
- جزيرة اور المرجانية - نورمان ماثيو (حزب الشعب المتحد).
- جزيرة إبون المرجانية - جون سيلك (الحزب الديموقراطي المتحد).
- جزيرة إنيويتوك المرجانية - جاك ادينج (حزب الشعب المتحد).
- جزيرة جابات - كيساي نوت (الحزب الديموقراطي المتحد).
- جزيرة جالويت المرجانية - رين موريس (الحزب الديموقراطي المتحد)، المتحدث ألفين جاكليك (الحزب الديموقراطي المتحد).
- جزيرة كيلي المرجانية - توماكي جودا (الحزب الديموقراطي المتحد).
- جزيرة كواجالين - مايكل كابوا (حزب كابوا)، توني ديبروم (حزب كابوا)، جيبان ريكلون (حزب كابوا).
- جزيرة لاى المرجانية - ريلونج ليمار (حزب كابوا).
- جزيرة ليب - جيراكوج جيري بيجانج (حزب كابوا).
- جزيرة ليكيب المرجانية - دونالد كابيل (الحزب الديموقراطي المتحد).
- جزيرة ماجورو المرجانية - ويلفريد كيندال (الحزب الديموقراطي المتحد)، ديفيد كريمر (IND)، برينسون وايس (الحزب الديموقراطي المتحد)، نائب الرئيس أليك ج. أليك (الحزب الديموقراطي المتحد)، سعادة الرئيس جوريلانج زيدكايا (الحزب الديموقراطي المتحد).
- جزيرة مالويلاب المرجانية - مايكل كونيليوس (الحزب الديموقراطي المتحد).
- جزيرة ميجيت - دنيس موموتارو (حزب الشعب المتحد).
- جزيرة ميلى المرجانية - كيجو بين (حزب الشعب المتحد).
- جزيرة نامدريك المرجانية - ماتلان زاخراس (الحزب الديموقراطي المتحد).
- جزيرة نامو المرجانية - كايبوك كابوا (حزب كابوا).
- جزيرة رونجيلاب المرجانية - كينيث كيدي (IND).
- جزيرة أوجاي المرجانية - فريدريك مولر (حزب الشعب المتحد).
- جزيرة اوتريك المرجانية - امينتا ماثيو (IND).
- جزيرة وثو المرجانية - ديفيد كابوا (حزب كابوا).
- جزيرة ووتجي المرجانية - ليتوكوا تومينج (حزب الشعب المتحد).

### العلاقات الخارجية
بموجب ميثاق الارتباط الحر فإن الولايات المتحدة هي المسؤولة عن الدفاع عن جزر مارشال. ويمنح الارتباط الحر سكان جزر مارشال الحق في الهجرة إلى الولايات المتحدة دون أي تأشيرة. ولكن يمكن وضعهم في إجراءات الترحيل إذا أدينوا بارتكاب جرائم جنائية معينة.
قُبلت جزر مارشال في الأمم المتحدة بناءً على توصية مجلس الأمن في 9 أغسطس 1991 بموجب القرار 704 وموافقة الجمعية العامة في 17 سبتمبر 1991 في القرار 46/3. في السياسة الدولية داخل الأمم المتحدة غالبًا ما صوتت جزر مارشال مع الولايات المتحدة فيما يتعلق بقرارات الجمعية العامة.
أصدرت فانواتو في الدورة الرابعة والثلاثين لمجلس حقوق الإنسان التابع للأمم المتحدة في مارس 2017، بيانًا مشتركًا نيابة عن جزر مارشال وبعض دول المحيط الهادئ الأخرى التي تثير انتهاكات حقوق الإنسان في غرب غينيا الجديدة، التي تحكمها إندونيسيا منذ عام 1963. وطُلب من المفوض السامي للأمم المتحدة لحقوق الإنسان تقديم تقرير. ولكن إندونيسيا رفضت هذه المزاعم.
قررت حكومتا أستراليا واليابان في عام 2021 تمويل تطورات رئيسية في مجال إنفاذ القانون في جزر مارشال. أعلنت جزر مارشال في فبراير 2021 أنها ستنسحب رسميًا من منتدى جزر المحيط الهادئ في بيان مشترك مع كيريباتي وناورو وولايات ميكرونيسيا المتحدة بعد نزاع بشأن انتخاب هنري بونا أمينًا عامًا للمنتدى.

### التقسيمات الإدارية

بلديات جزر مارشال

في السنوات الأخيرة من إقليم الوصاية لجزر المحيط الهادئ، جزر مارشال كانت تُعتبر منطقة واحدة.
إدارياً تقسم الجمهورية إلى 24 بلدية مأهولة تمثل 24 شعب حلقية مأهولة أو جزر وكل منها تعتبر دائرة انتخابية.
| م  | البلدية              | السلسلة | تعداد السكان (1999) | المساحة (كم²) |
| -- | -------------------- | ------- | ------------------- | ------------- |
| 1  | حلقية أيلانغلابلاب   | راليك   | 1,959               | 15            |
| 2  | حلقية أيلوك          | راتاك   | 513                 | 5             |
| 3  | حلقية أرنو           | راتاك   | 2,069               | 13            |
| 4  | حلقية أور            | راتاك   | 537                 | 6             |
| 5  | حلقية إيبن           | راليك   | 902                 | 6             |
| 6  | أنوتوك / يوجيلانغ    | راليك   | 853                 | 6             |
| 7  | جزيرة جابات          | راليك   | 95                  | 1             |
| 8  | حلقية جالوت          | راليك   | 1,669               | 11            |
| 9  | كيلي / بيكيني / إجيت | راليك   | 1,062               | 1             |
| 10 | حلقية كواجالين       | راليك   | 10,902              | 16            |
| 11 | حلقية لاي            | راليك   | 322                 | 1             |
| 12 | جزيرة ليب            | راليك   | 147                 | 1             |
| 13 | حلقية لكيب           | راتاك   | 527                 | 10            |
| 14 | ماجورو (العاصمة)     | راتاك   | 23,401              | 10            |
| 15 | حلقية مالوإيلاب      | راتاك   | 856                 | 10            |
| 16 | جزيرة مجيت           | راتاك   | 416                 | 2             |
| 17 | حلقية ميلى           | راتاك   | 1,032               | 16            |
| 18 | حلقية ناموريك        | راليك   | 772                 | 3             |
| 19 | حلقية نامو           | راليك   | 903                 | 6             |
| 20 | حلقية رونجيلاب       | راليك   | 19                  | 8             |
| 21 | حلقية يوجاي          | راليك   | 440                 | 2             |
| 22 | حلقية يوترك          | راتاك   | 433                 | 2             |
| 23 | حلقية وذو            | راليك   | 145                 | 4             |
| 24 | حلقية وتجه           | راتاك   | 866                 | 8             |

## الاقتصاد

تمثيل نسبي لصادرات جزر مارشال 2019

جزر مارشال لديها القليل من الموارد الطبيعية، ووارداتها تتجاوز الصادرات بكثير. وفقًا لوكالة المخابرات المركزية بلغت قيمة الصادرات في عام 2013 حوالي 53.7 مليون دولار بينما قُدرت الواردات بمبلغ 133.7 مليون دولار. تشمل المنتجات الزراعية جوز الهند والطماطم والبطيخ والقلقاس والدجاج. تتكون الصناعة من إنتاج لب جوز الهند ومنتجات الحرف اليدوية ومعالجة التونة والسياحة. بلغ الناتج المحلي الإجمالي في عام 2016 ما يقدر بـ 180 مليون دولار، بمعدل نمو حقيقي قدره 1.7٪. بلغ نصيب الفرد من الناتج المحلي الإجمالي 3300 دولار.
أفاد صندوق النقد الدولي في منتصف عام 2016 أن اقتصاد الجمهورية قد نما بنحو 0.5٪ في السنة المالية 2015 بفضل تحسن قطاع مصايد الأسماك. سُجل فائض بنسبة 3٪ من إجمالي الناتج المحلي نتيجة لارتفاع رسوم تراخيص الصيد.
أصدرت جمهورية جزر مارشال في عام 2018 قانون العملة السيادية، مما جعلها أول دولة تصدر عملتها الرقمية الخاصة وتصدق عليها كعملة قانونية؛ العملة تسمى السيادية.

### الحالة الاقتصادية العامة
على مدى العقد الماضي، بلغ متوسط نمو الناتج المحلي الإجمالي 1 ٪ وذلك بسبب تقليص حجم الحكومة، والجفاف، وانخفاض البناء، وانخفاض السياحة والاستثمار الأجنبي بسبب الصعوبات المالية الآسيوية، وانخفاض الدخل من تجديد رخص سفن الصيد. في 2007 من تقرير «ممارسة أنشطة الأعمال» من إعداد القطاع الخاص الإداري للتنمية في البنك الدولي، أعلن جزر مارشال أنها تمتلك «أفضل أداء» لسهولة ولانخفاض النفقات في توظيف وفصل الموظفين في العالم. ولكن أعطت الدراسة جزر مارشال درجات منخفضة للغاية في إبقاء المستثمرين وإنفاذ العقود.

### نظام العمل
انضمت جزر مارشال في عام 2007 إلى منظمة العمل الدولية، مما يعني أن نظام العمل في جزر مارشال سيتوافق مع المعايير الدولية. وهذا سوف يؤثر في نظام العمل في هذه الجزر.

### الضرائب
تتكون ضريبة الدخل من شريحتين بنسب 8٪ و 12٪. ضريبة الشركات هي 3٪ من الإيرادات.

### المساعدات الخارجية
تعتبر مساعدات الحكومة الأمريكية عماد الاقتصاد لجزر مارشال. بموجب الشروط المعدلة لاتفاقية الارتباط الحر، تقدم الولايات المتحدة الأمريكية 57.7 مليون دولار سنويا لجزر مارشال حتى عام 2013 ميلادي. بعد ذلك ستقدم 62.7 مليون دولار أمريكي حتى عام 2023 ميلادي. في ذلك الوقت سيقوم الصندوق الائتماني، المكون من قبل الولايات المتحدة الأمريكية ومساهمات جزر مارشال، بدفعات سنوية ثابتة.
يحتفظ جيش الولايات المتحدة بموقع اختبار رونالد ريغان للدفاع الصاروخي في جزيرة كواجالين المرجانية ويتلقى أصحاب الأراضي لجزر مارشال إيجار القاعدة، وقد تم توظيف عدد كبير من العمال هناك. وقد تم بناء المطار الرئيسي من قِبل اليابانيين خلال الحرب العالمية الثانية، وبنيت الطريق الوحيد المدرج في العاصمة التايوانية جزئياً، وجزئياً من قبل الأميركيين. وعُبّدت الطريق الوحيد في العاصمة جزء من قِبَل التايوانيين وجزء من قِبَل الأميركيين.

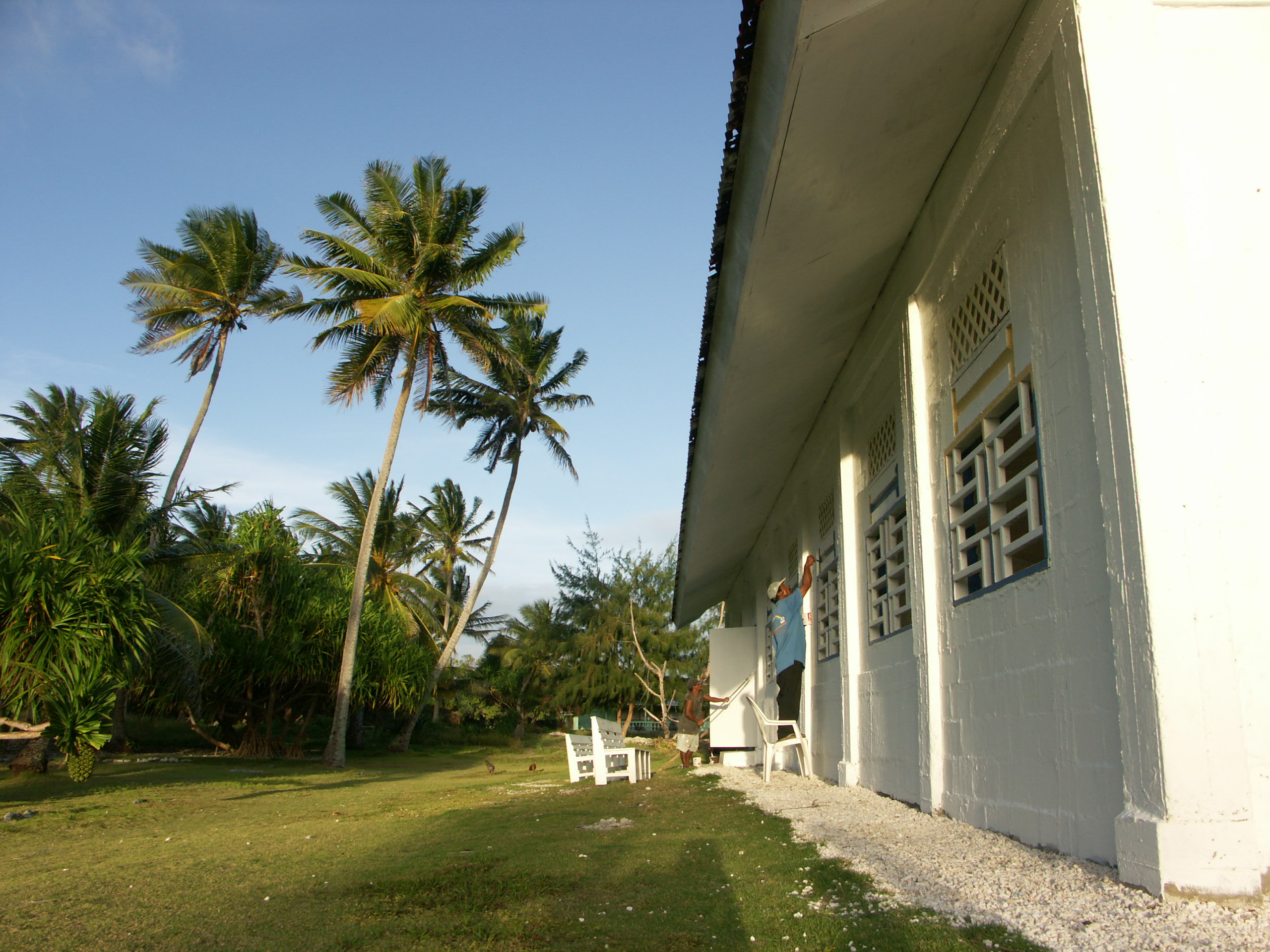
نخيل جوز الهند في جزر مارشال

### الزراعة
يتركز الإنتاج الزراعي على المزارع الصغيرة. ومن أبرز المحاصيل ذات الأهمية التجارية هي جوز الهند والطماطم والبطيخ وفاكهة الخبز. وتتكون الماشية من الخنازير والدجاج.

### الصناعة
تقتصر الصناعات الصغيرة على الحرف اليدوية وتجهيز الأسماك ولبّ جوز الهند المجفف.

### الصيد
يعتبر الصيد اساسيًا لاقتصاد جزر مارشال.
ماجورو هو أكثر موانئ إعادة شحن أسماك التونة ازدحامًا في العالم، حيث بلغ إجمالي شحنات التونة 704 عمليات إعادة شحن بلغ مجموعها 444,393 طنًا في عام 2015. ماجورو هو أيضًا مركز لمعالجة التونة؛ يقوم مصنع فوود بان باسيفيك بتصدير التونة إلى عدد من البلدان، ولا سيما الولايات المتحدة تحت العلامة التجارية Bumble Bee.

### الطاقة
أعلن ويتون باري في 15 سبتمبر 2007 أن السلطات، الشركات الخاص، ورجال الأعمال كانوا يُجرون تجارب مع زيت جوز الهند كبديل لوقود الديزل للسيارات ومولدات الكهرباء، والسفن. تكثر أشجار جوز الهند في جزر المحيط الهادئ الاستوائية. لب جوز الهند المجفف ينتج زيت (لتر 1 لستة إلى عشرة حبات).
بلغت الطاقة التي تنتجها الألواح الشمسية في عام 2009 57 كيلوواط، وهو الأكبر في المحيط الهادئ في ذلك الوقت. تشير التقديرات إلى أنه لكي تكتف جزر مارشال ذاتيًا من الطاقة فإنها بحاجة إلى 330 كيلوواط من الطاقة الشمسية و450 كيلوواط من طاقة الرياح. تزود شركة مارشال للطاقة (MEC)، وهي كيان حكومي الجزر بالكهرباء. رٌكب 420 نظامًا منزليًا من الطاقة الشمسية في عام 2008 بقوة 200 واط لكلٍ منها في أيلينجلابلاب أتول، وهو ما يكفي للاستخدام المحدود للكهرباء.

## الديموغرافيا
أرقام السكان التاريخية لجزر مارشال غير معروفة. قدر عدد سكان الجزر في عام 1862 بـ 10000. وفي عام 1960 كان عدد سكان الجزر حوالي 15000 نسمة. أظهر تعداد عام 2011 أن عدد سكان الدولة يبلغ 53,158. هذه الأرقام لا تشمل مواطني جزر مارشال الذين انتقلوا إلى أماكن أخرى؛ يسمح ميثاق الارتباط الحر لهم بالانتقال بحرية إلى الولايات المتحدة والحصول على عمل هناك. نقل حوالي 4300 من سكان جزر مارشال الأصليين إلى سبرينغدل، أركنساس في الولايات المتحدة؛ يعد هذا التجمع أكبر تجمع لسكان جزر مارشال خارج موطنهم.
سكان جزر مارشال من أصل ميكرونيزي ويعتقد أنهم هاجروا من آسيا إلى جزر مارشال منذ عدة آلاف من السنين. أقلية من جزر مارشال لديها أصول آسيوية حديثة (معظمها من اليابانيين). يعيش حوالي نصف سكان البلاد في ماجورو وإيباي.
معدل الأجانب الذين يعيشون في الدولة يُعادل فقد 2,3%: وهذا هو أدنى مستوى من بعد جزر ماريانا الشمالية بين دول المحيط الهادي. المجموعة العرقية الأكبر غير مارشالية هم الناس من جزيرة كوسراي الكوسرايين من جزر كارولين. جزر مارشال هي أيضا موطن لمجموعة صغيرة من الأمريكيين والفلبينيين.

### اللغات
غير اللغة الإنجليزية، للغة الرسمية لجزر مارشال هي المارشالية، التي تشبه اللغات المايكرونيزيات. العدد العام للناس الناطقين به كان يُعادل 43,900 شخص في عام 1979.
اللغة تستخدم حروف لاتينية، مع الكثير من رموز التشكيل. اللغة تتألف من 22 حرف (زائد صوت حلقي، لا يظهر في الكتابة) وأربعة أحرف العلة، لكل منها عدة تباينات نطق. هجاء لغة جزر مارشال غير مستقرة. بالإضافة إلى ذلك هناك العديد من الخيارات المقبولة الإملائية، وتكتب كل واحدة منهم بشكل عشوائي.

### الدين
الديانة السائدة في جزر مارشال هي المسيحية، المنشورة عن طريق أرخبيل من قبل مبشرين في القرن التاسع عشر. يتبع كنيسة المسيح المتحدة - الجماعة في جزر مارشال 51.5٪ من السكان؛ 24.2٪ يتبعون جمعيات الرب و8.4٪ الكنيسة الرومانية الكاثوليكية؛ 8.3٪ من كنيسة يسوع المسيح لقديسي الأيام الأخيرة. يتبع بوكوت نان جيسوس 2.2٪؛ المعمدانية 1.0٪؛ الكنيسة السبتية 0.9٪؛ الإنجيل الكامل 0.7٪؛ والبهائيون 0.6٪. الأشخاص الذين دون أي انتماء ديني يمثلون نسبة صغيرة جدًا من السكان. توجد أيضًا الجماعة الأحمدية في ماجورو ولهم مسجد فيها افتتح في سبتمبر 2012.

### الصحة
التجارب النووية في إنواتاك سببت معاناة للسكان من مرض السرطان والعيوب الخلقية.

### التربية
أمام برنامج التعليم لجزر مارشال تقف العديد من المشاكل والعوائق، وذلك بسبب الحاجة إلى تحسين التعليم في جميع المستويات التعليمية.
النظام التعليم في الدولة يتكون من أربع خطوات رئيسية:
- مرحلة ما قبل المدرسة لتعليم الأطفال من ثلاث إلى خمس سنوات من خلال برنامج مراكز الحكومية «Head Start Program» (مجموع 49 مركز) ومدارس مع برامج تعليمية للأطفال ما قبل مرحلة المدرسة (3 حكومية و13 خاصة)؛
- التعليم الابتدائي الإلزامي للأطفال الذين تتراوح أعمارهم بين 6-14 سنة من خلال المدارس العامة والخاصة (100 مدرسة)؛
- التعليم الثانوي للأطفال ما بين خمسة عشر عاما وثمانية عشر من العمر من خلال المدارس العامة والخاصة (17 مدرسة)؛
- التعليم الثانوي الخاص من خلال كلية جزر مارشال (بالإنجليزية: College of Marshall Islands)، وبرنامج التعليمي لجامعة جنوب المحيط الهادئ-CMI.[79]

في مدينة ماجورو يوجد حرم جامعة جنوب المحيط الهادئ، التي بُنيت في 1993.
بين عامي 1988 و1999 ظهرت زيادة كبيرة في جزر مارشال في عدد الطلاب: في المدارس الابتدائية - من 11581 إلى 12421 شخص، في المدارس الأساسية - من 1910 إلى 2667 شخص. ولكن في السنوات اللاحقة، انخفض عدد التلاميذ في المدارس الابتدائية، ويرجع ذلك أساسا إلى تدفق السكان إلى بلدان أخرى (في المركز الأول الولايات المتحدة): في العام الدراسي 2004/2005 التحق بالمدارس الابتدائية تقريبا 10281 شخص. النسبة المئوية للطلاب من العدد الإجمالي للأطفال الذين بلغوا سن الالتحاق بالمدارس اللازمة لا يزال منخفضا جدا (81,9 حتى 84,1 ٪ للمدارس الابتدائية و46،7 حتى 69,5 ٪ في المدارس الثانوية).

## الثقافة

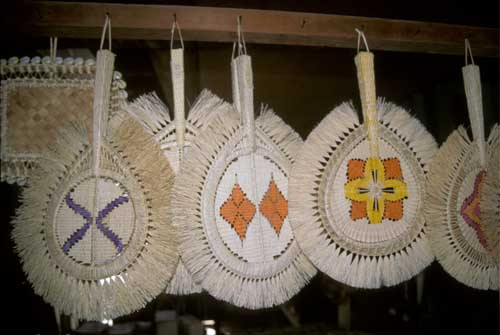
مراوح مارشالية

على الرغم من أن استخدام المهارات القديمة في انحدار، إلا أن السكان يستطيعون استخدام النجوم في معرفة الإتجاهات، وأيضا بناء الكنو. ولا يزالون يقيمون المسابقات السنوية لزوارق الكنو.

## النقل والمواصلات

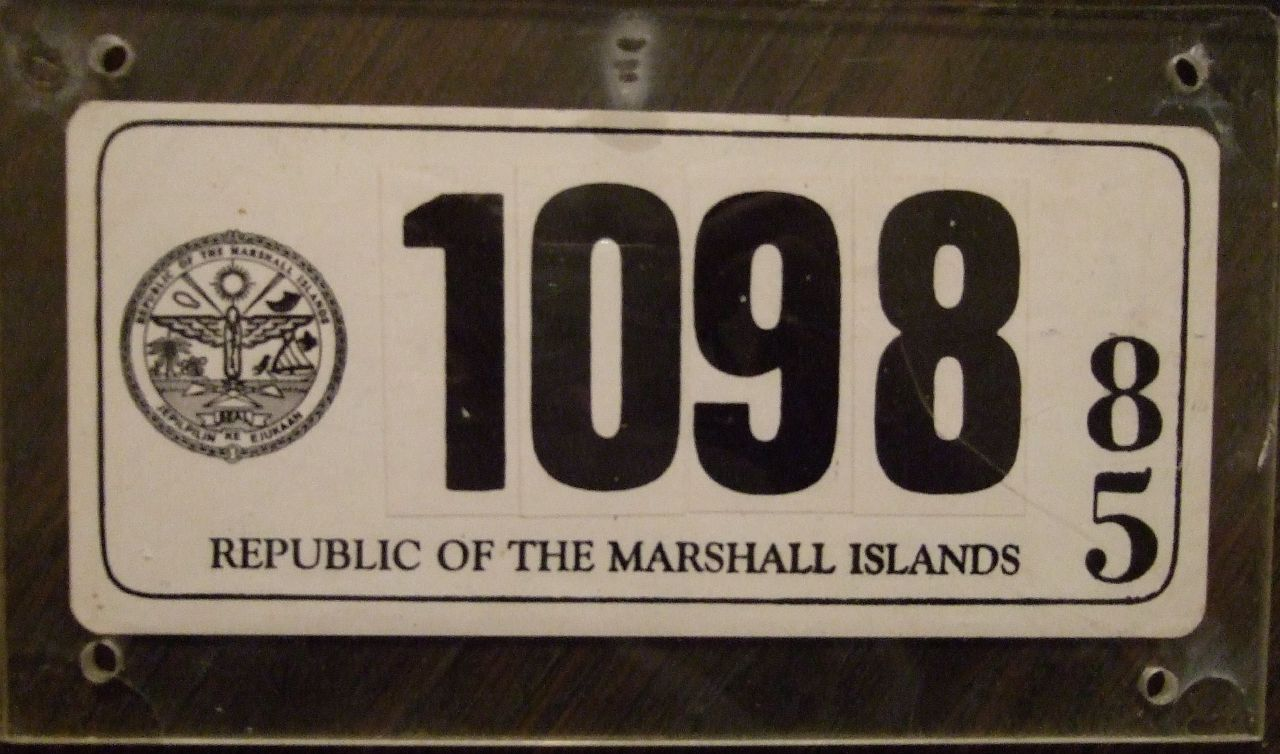
كانت لوحات المركبات المستخدمة في 1985 في جزر مارشال ملصقات عادية

يخدم جزر مارشال مطار جزر مارشال الدولي في ماجورو، ومطار بوخولز العسكري في كواجالين ، ومطارات ومهابط طائرات صغيرة أخرى.
تشمل شركات الطيران الخطوط الجوية المتحدة وخطوط ناورو الجوية وخطوط جزر مارشال الجوية وخطوط آسيا والمحيط الهادئ.

## الإعلام والاتصالات
تُمثل الصحافة على جزر مارشال بواسطة ناشرين اثنين فقط: صحيفة «Marshall Islands Gazette» تنتمي إلى حكومة البلاد وتُنشر مرة كل شهر، ومجلة «Marshall Islands Journal» هي مُلك القطاع الخاص وتصدر أسبوعيا باللغة الإنجليزية، والمارشالية. على الجزر محطة تعمل على تضمين مطالي وثلاثة محطات تعمل على إذاعة إف إم: V7AB (المملوكة من قبل حكومة جزر مارشال)، V7AA (محطة إذاعية دينية)، «Micronesia Heatwave» (خاصة). في بعض المناطق، يمكن التقاط إشارة من الإذاعة والتلفزيون الجيش الأمريكي الذين على الجزيرة المرجانية كواجالين. قناة MBC TV حكومية.
جزر تملك أنواع مختلفة لخدمات الاتصالات: الفاكس والهاتف والإنترنت. على الجزر المرجانية ماجورو وكواجالين الخدمة الهاتفية عادية. يمكن أن يتم التوصل مع الجزر الأخرى عبر هاتف عامل عن طريق الأقمار الصناعية أو الراديو. في عام 2004 كان هناك 4500 هاتف منزلي مُستخدم و 600 هواتف محمولة. في عام 2006، كان على جزر مارشال 2200 مُستخدم إنترنت.